# Ophelia
Genre
Ophelia est un genre de vers marins polychètes appartenant à la famille des Opheliidae.

## Liste d'espèces
Selon WRMS :
- Ophelia africana Tebble, 1953
- Ophelia agulhana Day, 1961
- Ophelia amoureuxi Bellan & Costa, 1987
- Ophelia anomala Day, 1961
- Ophelia ashworthi Fauvel, 1917
- Ophelia assimilis Tebble, 1953
- Ophelia aulogaster (Rathke, 1843)
- Ophelia bicornis Savigny in Lamarck, 1818
- Ophelia bipartita Monro, 1936
- Ophelia borealis Quatrefages, 1866
- Ophelia bulbibranchiata Hartmann-SchrÃ¶der & Parker, 1995
- Ophelia capensis Kirkegaard, 1959
- Ophelia celtica Amoureux & Dauvin, 1981
- Ophelia cluthensis McGuire, 1935
- Ophelia dannevigi Benham, 1916
- Ophelia denticulata Verrill, 1875
- Ophelia elongata Hutchings & Murray, 1984
- Ophelia formosa (Kinberg, 1866)
- Ophelia glabra Stimpson, 1854
- Ophelia kirkegaardi Intes & Le Loeuff, 1977
- Ophelia koloana Gibbs, 1971
- Ophelia laubieri Bellan & Costa, 1987
- Ophelia limacina (Rathke, 1843)
- Ophelia magna (Treadwell, 1914)
- Ophelia multibranchia Hutchings & Murray, 1984
- Ophelia neglecta Schneider, 1892
- Ophelia peresi Bellan & Picard, 1965
- Ophelia praetiosa (Kinberg, 1866)
- Ophelia profunda Hartman, 1965
- Ophelia pulchella Tebble, 1953
- Ophelia radiata (Delle Chiaje, 1828)
- Ophelia rathkei McIntosh, 1908
- Ophelia remanei Augener, 1939
- Ophelia roscoffensis Augener, 1910
- Ophelia rullieri Bellan, 1975
- Ophelia simplex Leidy, 1855
- Ophelia translucens (Katzmann, 1973)
- Ophelia verrilli Riser, 1987
- Ophelia appendiculata Grube, 1859